# Аллан Кардек
Алла́н Карде́к (фр. Allan Kardec; 3 октября 1804, Лион — 31 марта 1869, Париж, наст. имя — Ипполи́т Леон Денизар Рива́й, фр. Hippolyte Léon Denizard Rivail; в дореволюционной литературе маркиз Рива́ль) — французский педагог, философ и исследователь психических явлений, чьи работы в области спиритуализма считаются фундаментальными; основатель французского спиритизма.
Особую популярность получил в Бразилии, где его именем называют улицы, культурные центры, библиотеки, начальные школы и даже детей (см. Алан Кардек, род. 1989, бразильский футболист, нападающий бразильского клуба «Сан-Паулу»), а его учение повлияло на появление синкретической религии Умбанда. Последователей Кардека называют спиритами.

## Биография и творчество
Ипполит Ривай родился в Лионе, Франция, в 1804 году. Ученик и сотрудник Иоганна-Генриха Песталоцци, он говорил на нескольких языках и преподавал математику, астрономию, физиологию, французский язык, физику, химию и сравнительную анатомию.
Риваю было уже за сорок, когда он заинтересовался явлением телекинеза. Примерно в это время появились первые сообщения о странных явлениях, приписывавшихся «духам» умерших. Согласно этим сообщениям, на сеансах наблюдались перемещения предметов, вращения дисков, а также осуществлялся своеобразный вид коммуникации, когда предполагаемый «дух» отвечал на вопросы, пользуясь заранее обусловленным кодом, позволявшим давать утвердительные или отрицательные ответы.
После Революции 1848 года он был нанят в качестве режиссера, то есть подготовителя, координатора и исполнителя материальной реализации представлений физика-волшебника Лаказа в небольшой комнате, расположенной на интерьер «Carré Marigny», рядом с Елисейскими полями в Париже. Сначала он назывался «Замок ада», он был более известен как павильон Lacaze или Baracque Lacaze и представлял интересные физические шоу, фантасмагорию, научные проекции, курьезы и спиритические буффоннеры, в которых художник Лаказ уже вызывает поразительные духи задолго до появления спиритуализма.
В мае 1855 года он встретил некоего господина Фортье, адепта магнетизма, который отвел его к госпоже де Пленмезон, медиуму. Она жила на улице де ла Гранж Батильер в Париже, всего в нескольких шагах от оперного театра. В присутствии других гостей во время сеанса он вступает в общение с духом по имени Зефир, который дает ему миссию быть представителем Мертвых. Для него это откровение. Он впервые был свидетелем феномена вращающихся, прыгающих и бегущих столов, как он сам описал это с точностью в своей рукописи, написанной между 1855 и 1856 годами: «Мои предсказания в отношении спиритуализма».
В то время уже приобрела известность теория Франца Месмера о животном магнетизме. Сталкиваясь с описанными явлениями, многие исследователи полагали, что теория животного магнетизма могла бы служить им объяснением. Ривай, лично понаблюдав за подобными демонстрациями, решил провести собственные исследования. Не будучи медиумом, он составил список вопросов и начал посредством приглашенных медиумов задавать их «духам». Когда качество коммуникации улучшилось, возник псевдоним «Аллан Кардек»: «духи» сообщили исследователю, что таким было его имя в одной из предыдущих жизней, когда он был галльским друидом. В 1857 году Аллан Кардек издал первую книгу по спиритизму, которая впоследствии приобрела репутацию «спиритической библии» — «Книгу духов» (фр. «Le Livre des Esprits», 1856). Написанная по утверждению автора в соавторстве с духами, она включала в себя ответы духов на 1 018 вопросов, касавшихся природы духа, отношений между миром духа и материальным миром, смерти, перевоплощения и т. д., а также комментарии самого Кардека. Впоследствии Кардек выпустил ещё 4 книги, ставшие классикой спиритизма, — «Книгу медиумов» (фр. Le Livre des médiums, 1861), «Евангелие в разъяснении спиритизма», «Небо (Рай) и Ад» и «Основы Бытия». Вплоть до самой своей смерти Кардек возглавлял Французскую спиритическую ассоциацию, издававшую журнал «Спиритическое обозрение» (Revue Spirite, на французском языке).

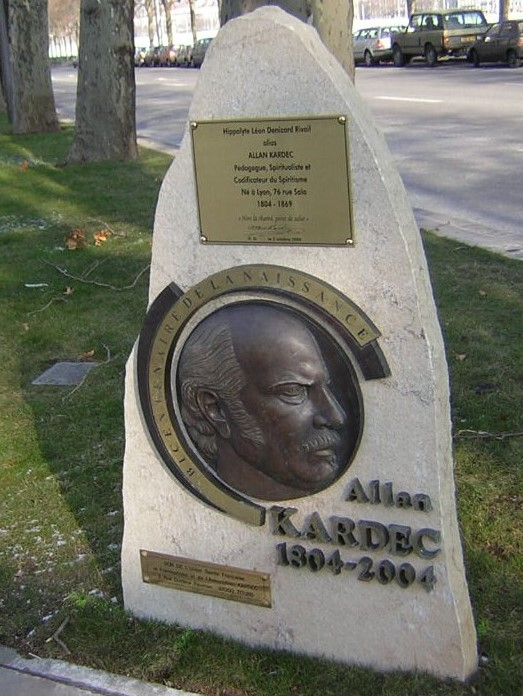
Мемориал Кардека в Лионе

В отличие от многих других авторов, до и после него затрагивавших оккультные темы, Кардек подходил к спиритизму с позиций холодного резонёра и выражал свои взгляды предельно лаконичным языком, не уповая ни на какую «эзотерическую составляющую». Тем не менее, многие коллеги и исследователи феномена критиковали Кардека за его морализм и излишнее доверие к автоматическому письму, которое, как они полагали, является ненадёжным средством коммуникации, не позволяющим отделить высказывания духа от мыслей медиума и окружающих его людей.
Аллан Кардек скоропостижно скончался в возрасте 64 лет от сердечного приступа 31 марта 1869 года во время подготовки к очередному спиритическому сеансу. Его могила на парижском кладбище Пер-Лашез является местом регулярных встреч французских спиритов.

## Издания
Пять основных книг, раскрывающих философскую доктрину Кардека — спиритизм:
- «Книга духов» (фр. Le Livre des Esprits, 1856; русский текст);
- «Книга медиумов» (фр. Le Livre des médiums, 1861; русский текст);
- «Евангелие в трактовке духов» (Евангелие в разъяснении спиритизма; фр. L'Évangile selon le spiritisme, 1864);
- «Небо (рай) и ад» (фр. Le Ciel et l'Enfer; 1865; русский текст);
- «Основы Бытия» (фр. La Genèse selon le spiritisme; 1868; русский текст);
- «Что такое спиритизм» (фр. Qu’est-ce que le spiritisme ?, 1859; «Философия спиритуализма»).

В России первый перевод двух основных книг Кардека — «Духов» и «Медиумов» — вышел под названием «Спиритуалистическая философия. Книга о Духах» (Изд-во О’Рурк, Петербург, 1889). Затем «Книга медиумов» печаталась в изложении О. Стано в журнале «Ребус» (1902—1903).
- «Спиритизм в самом простом его изложении», 1864; русский текст.
- Книга медиумов  \\ с прим. йога Раманантаты. М. 1983. \Самиздат\ Перизд.: изд-во "Ренассанс. М. 1995.

## Память

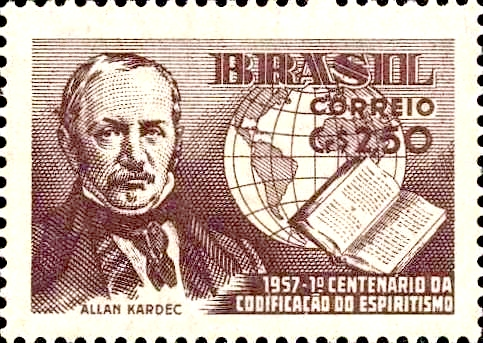
Почтовая марка Бразилии, посвящённая Аллану Кардеку. 1957 г.

Аллан Кардек не получил признания среди спиритуалистов Великобритании и США, однако во Франции и некоторых странах Латинской Америки считается наиболее авторитетным спиритическим автором. В Бразилии его книги расходятся миллионными тиражами.
В 1950-е годы в Бразилии была выпущена серия марок с изображением Кардека.